# Eine kleine Nachtmusik

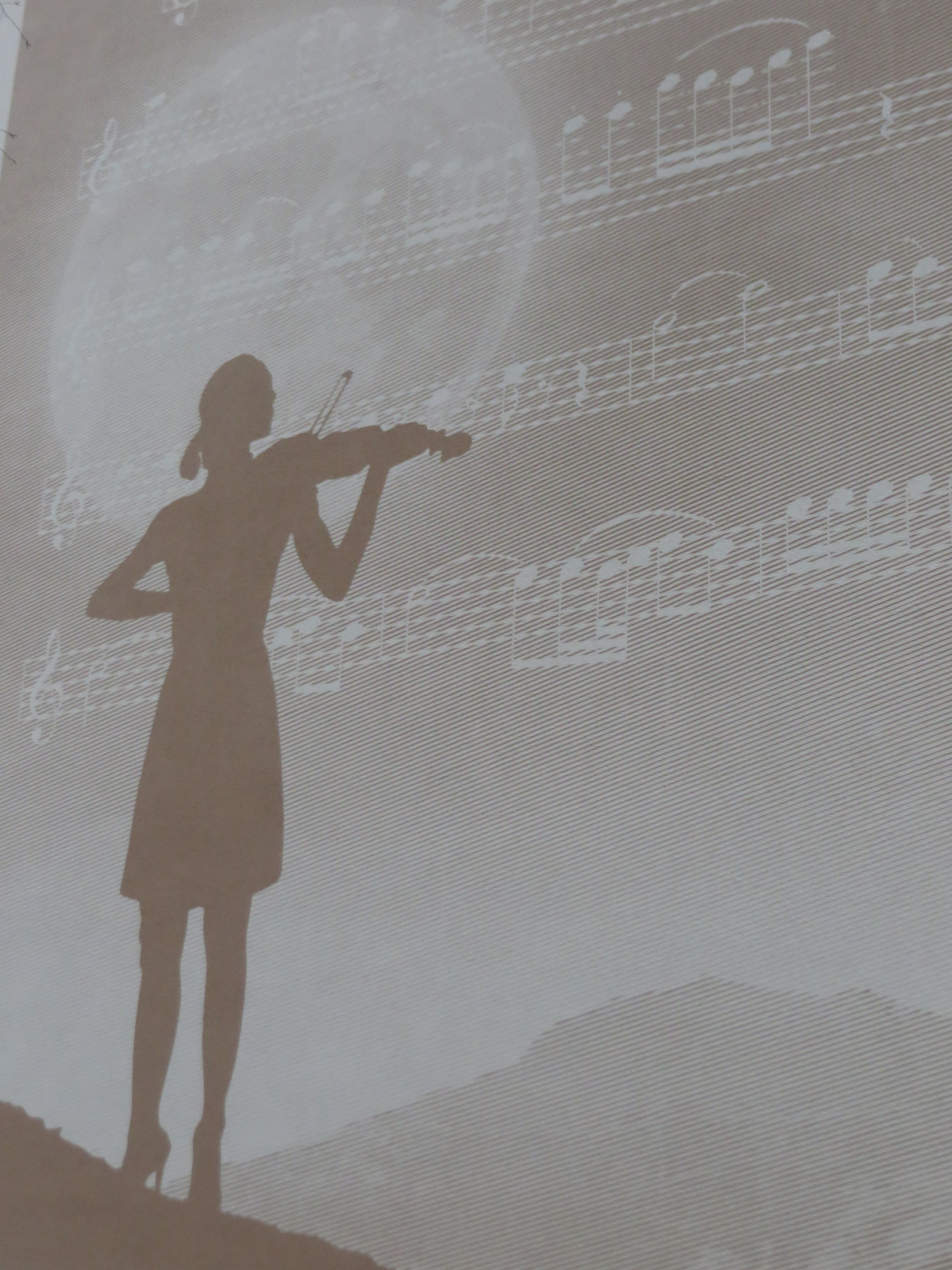
Eine Wandmalerei im Flensburger Musikerviertel, welche von der Komposition inspiriert wurde. (Foto 2020)

Die Serenade Nr. 13 für Streicher in G-Dur KV 525 ist eine der populärsten Kompositionen von Wolfgang Amadeus Mozart. Ihren Beinamen Eine kleine Nachtmusik verdankt sie Mozarts Eintrag in seinem Werkverzeichnis: „Eine kleine Nachtmusik, bestehend in einem Allegro.Menuett und Trio.-Romance.Menuett und Trio, und Finale.-2 violini, viola e bassi.“ Mit Nachtmusik übersetzt er den Begriff Serenade ins Deutsche, der eine Gattung der Unterhaltungsmusik bezeichnet, die traditionell abends und oft im Freien zur Aufführung kam und deshalb häufig für Blasinstrumente geschrieben war. Die „Kleine Nachtmusik“ ist jedoch für ein Kammermusikensemble von zwei Violinen, Bratsche, Violoncello und Kontrabass geschrieben (die Stimmen werden heute meist mehrfach besetzt). Darüber hinaus weisen auch die Kunstfertigkeit der Stimmführung und die klassischen Proportionen der Sätze darauf hin, dass das Werk eher als anspruchsvolle Kammermusik denn als reine, „leichte“ Unterhaltungsmusik konzipiert war.
Die Komposition wurde am 10. August 1787 in Wien beendet, während Mozart an Don Giovanni arbeitete. Es ist jedoch unbekannt, für welchen Anlass oder welchen Auftraggeber Mozart sie schrieb. Zu seinen Lebzeiten wurde sie vermutlich nie aufgeführt.
Aus Mozarts Werkverzeichnis geht hervor, dass die Serenade ursprünglich fünf Sätze umfasste. Im Autograph fehlen die Seiten zum ursprünglichen zweiten Satz; es ist unklar, ob sie verloren gegangen sind oder bewusst herausgetrennt wurden. Ein gar gewaltsames Entfernen, von dem teilweise zu lesen ist, erscheint eher unwahrscheinlich, da die Blätter ohnehin nie paginiert waren. Alfred Einstein vermutete, dass Mozarts Menuett B-dur, KV Anh. 136 (498a) Nr. 3, einen Klavierauszug des verlorenen zweiten Satzes der „Kleinen Nachtmusik“ darstellt. Wolfgang Plath und Wolfgang Rehm reihen dieses Menuett an seinem Ort innerhalb der Sonate in der „Neuen Mozart-Ausgabe“ unter die zweifelhaften Werke (Serie X, Werkgruppe 29, Abteilung 2, also Bd. 112) ein und referieren im Vorwort August Eberhard Müller (1767–1817) als Arrangeur und teilweisen Verfasser der Sonate.

## Sätze

### Erster Satz
Das erste Thema lautet:
Der erste Satz ist ein Allegro in Sonatenform und beginnt mit einem aufsteigenden „Mannheimer Raketenthema“.
Das zweite Thema des Satzes ist anmutiger und steht, wie in der Sonatenform üblich, in der Dominanttonart, hier D-Dur. Die Exposition schließt in D-Dur und wird wiederholt. Die Durchführung beginnt in D-Dur und berührt d-Moll sowie C-Dur, bevor das Werk zu G-Dur für die Reprise zurückkehrt. Der Satz endet in der Tonika (G-Dur).

### Zweiter Satz
Der zweite Satz ist eine „Romanze“ mit der Tempobezeichnung Andante und ist somit langsamer und hebt sich deutlich vom ersten Satz ab. Er hat die Form eines Rondos (ABACA). Der Satz endet mit einer kurzen Coda. Das erste Thema (A) ist anmutig und lyrisch. Es folgt das zweite Thema (B), das rhythmischer als das erste ist. Nach Wiederholung des ersten Themas folgt das dritte Thema (C), welches dunkler als die beiden anderen ist und eine Spur c-Moll enthält. Wiederholung des ersten Thema (A) bildet den Abschluss des Satzes.
Thema:

### Dritter Satz
Der dritte Satz ist ein Menuett mit einem traditionellen Trio (ABA). Der Satz steht in der Tonika, G-Dur, und hat ein schnelles Allegretto-Tempo.
Thema:
Menuetto

Trio

### Vierter Satz
Der vierte und letzte Satz in Sonatenrondoform kehrt als Finale zur Lebhaftigkeit des ersten Satzes zurück. Der Satz wechselt in der Exposition zwischen den beiden Hauptthemen. Die Durchführung wandert durch mehrere Tonarten und endet in g-Moll. Die zwei Themen kehren in der Reprise zurück, und der Satz endet in der Coda, die das erste Thema wiederholt.

## Populäre Rezeption
Fernsehwerbung, Kino und Fernsehen benutzen  seiner Popularität und Zugänglichkeit wegen das Stück häufig, und hierbei im Besonderen den ersten Satz, zum Beispiel in dem knapp eine Minute langen Rock-Song für Akustik-Gitarre Classico des amerikanischen Comedy-Duos Tenacious D. Eine hohe Popularität erreichte das Werk indes erst gegen Ende des 19. Jahrhunderts; noch 1859 war dem frühen Mozart-Biografen Otto Jahn das Werk (abgesehen vom oben genannten Eintrag im Werkverzeichnis) gänzlich unbekannt. Im Druck erschien die Partitur erst im Jahr 1883 bei Breitkopf & Härtel, die Einzelstimmen brachte Peters um 1890 heraus. Auf den Spielplänen von Konzerten fand sich das Werk wohl erst ab 1895.

## Werkeinspielungen mit ergänztem zweiten Satz
Christopher Hogwood  spielte mit der Academy of Ancient Music und dem Salomon Quartet die Serenade mit einem Menuett ein, das den Unterrichts- und Studienheften Thomas Attwoods bei Mozart entnommen wurde. Das zugehörige Trio wurde frei ergänzt. Roy Goodman und die Hanover Band spielten die Serenade mit dem 3. Satz (Menuett und Trio) der Mozart zugeschriebenen Sonate KV 498a in einer Bearbeitung für Streicherbesetzung ein.